# Biela voda (dopływ Teplicy)
Biela voda – potok w powiecie Turčianske Teplice w środkowej Słowacji. Ma długość 5 km i jest lewostronnym dopływem rzeki Teplica. Wypływa na wysokości około 760 m na zachodnich zboczach przełęczy Malý Šturec (890 m). Płynie w kierunku zachodnio-północno-zachodnim dnem głębokiej doliny, której dno tworzy granicę między Wielka Fatrą a Górami Kremnickimi. Uchodzi do Teplicy na wysokości około 630 m po wschodniej stronie zabudowań miejscowości Čremošné.
Biela voda ma cztery niewielkie dopływy: dwa lewe z gór Kremnickich i dwa prawe z Wielkiej Fatry. Największy z nich to lewoboczny potok Podflochova, zwany także potokiem Stara Flochova. Blisko jego wylotu znajduje się schronisko chata Bartoška.
Doliną potoku Biela voda biegnie droga krajowa nr 14, łącząca Turiec z górną częścią doliny Hronu w Bańskiej Bystrzycy, oraz linia kolejowa nr 170 Vrútky – Bańska Bystrzyca.